# Søer i Frankrig
Søer i Frankrig

## Naturlige søer og damme
| Navn                         | Overfladeareal(km²)    | Max dybde (m) | Departement(er)   | Vandløb                        | Noter                                                                |
| ---------------------------- | ---------------------- | ------------- | ----------------- | ------------------------------ | -------------------------------------------------------------------- |
| Genevesøen                   | 582,4 (234 i Frankrig) | 309,7         | Haute-Savoie      | Rhône                          | Den største sø i Europa                                              |
| Lac de Hourtin et de Carcans | 56,67                  | 20            | Gironde           |                                | Den største sø i Frankrig (hvor hele søen ligger i Frankrig)         |
| Lac de Cazaux et Sanguinet   | 55                     | 23            | Gironde et Landes | Gourgue                        |                                                                      |
| Bourget-søen                 | 44,5                   | 145           | Savoie            | Leysse, Rhône, Sierroz, Tillet | Den største gletsjersø i Frankrig (hvor hele søen ligger i Frankrig) |
| Lac de Parentis              | 35,4                   | 20,5          | Landes            |                                |                                                                      |
| Lac de Grand-Lieu            | 35 (été) à 63 (hiver)  | 2,7           | Loire-Atlantique  | Acheneau                       |                                                                      |
| Lac d'Annecy                 | 27,6                   | 80,6          | Haute-Savoie      | Thiou                          |                                                                      |
| Lac de Lacanau               | 19,8                   | 8             | Gironde           |                                |                                                                      |
| Lac d'Aiguebelette           | 5,45                   | 71            | Savoie            | Leysse de Novalaise            |                                                                      |
| Lac de Saint-Point           | 5,19                   | 43            | Doubs             | Doubs                          |                                                                      |
| Lac de Paladru               | 3,9                    | 36            | Isère             | Fure                           |                                                                      |

### Kunstige søer og damme
| Navn                          | Overfladeareal(km²) | Max dybde (m) | Departement(er)                       | Vandløb          | Årstal for etablering |
| ----------------------------- | ------------------- | ------------- | ------------------------------------- | ---------------- | --------------------- |
| Lac du Der-Chantecoq          | 48                  | 14            | Marne, Haute-Marne                    | Marne            | 1974                  |
| Lac de Serre-Ponçon           | 28,2                | 90            | Hautes-Alpes, Alpes-de-Haute-Provence | Durance, Ubaye   | 1961                  |
| Lac d'Orient                  | 23                  | 14            | Aube                                  | Seine            | 1966                  |
| Lac de Sainte-Croix           | 22                  |               | Alpes-de-Haute-Provence, Var          | Verdon, le Maire | 1975                  |
| Lac du Temple                 | 18                  | 19            | Aube                                  |                  |                       |
| Lac de Vouglans               | 16                  | 100           | Jura                                  | Ain              | 1969                  |
| Lac de la Bergeonnerie        | 16                  | 3,5           | Indre-et-Loire, Cher                  | Centre           |                       |
| Lac de Pareloup               | 12,9                |               | Aveyron                               | Viaur            | 1951                  |
| Lac de Grandval               | 11                  | 79            | Cantal                                | Truyère          | 1959                  |
| Lac de Madine                 | 11                  | 14            | Meurthe-et-Moselle, Meuse             | Madine           | 1965                  |
| Lac de Bort-les-Orgues        | 10,7                | 178           | Corrèze, Cantal, Puy-de-Dôme          | Dordogne         | 1952                  |
| Lac de Naussac                | 10,5                | 50            | Lozère                                | Allier           | 1983                  |
| Lac de Sarrans                | 10                  | 105           | Aveyron/Cantal                        | Truyère          | 1933                  |
| Lac de Vassivière             | 9,8                 | 33            | Creuse et Haute-Vienne                | Maulde           | 1950                  |
| Lac de Villerest              | 7,7                 | 59            | Loire                                 | Loire            | 1984                  |
| Lac du Salagou                | 7,5                 | 45            | Hérault                               | Le Salagou       | 1969                  |
| Lac de Monteynard-Avignonet   | 6,57                | 115           | Isère                                 | Drac             | 1962                  |
| Lac de Saint-Étienne-Cantalès | 5,62                | 68            | Cantal                                | Cère, Authre     | 1945                  |
| Lac de Pannecière             | 5,2                 |               | Nièvre                                | Yonne            | 1949                  |
| Lac d'Amance                  | 4,8                 | 12            | Aube                                  |                  |                       |
| Lac de la Raviège             | 4,1                 |               | Tarn, Hérault                         | Vèbre            | 1957                  |
| Lac du Laouzas                | 4                   |               | Tarn                                  | Vèbre            |                       |
| Lac de Guerlédan              | 4                   | 50            | Côtes-d'Armor, Morbihan               | Le Blavet        |                       |
| Lac des Settons               | 3,67                |               | Nièvre                                | Cure             | 1858                  |
| Lac de Grangent               | 3,65                | 54            | Loire, Haute-Loire                    | Loire            | 1957                  |
| Lac du Sautet                 | 3,5                 | 126           | Isère/Hautes-Alpes                    | Drac             | 1935                  |
| Lac des Eaux Bleues           | 3,5                 |               | Rhône/Ain                             | Rhône            | 1975                  |
| Lac de Roselend               | 3,2                 | 149           | Savoie                                |                  | 1962                  |
| Lac du Chevril                | 2,74                | 181           | Savoie                                | Isère            | 1952                  |
| Lac du Bourdon                | 2,2                 | 16            | Yonne                                 | Bourdon          | 1901                  |
| Lac de Grand Maison           | 2,2                 | 90            | Isère, Savoie                         |                  | 1988                  |
| Lac des Saints-Peyres         | 2,1                 |               | Tarn                                  | Arn              | 1935                  |
| Lac d'Avène                   | 1,9                 | 35            | Hérault                               |                  |                       |
| Étang de Boulet               | 1,5                 | 5             | Ille-et-Vilaine                       | Le Boulet        | 1832                  |

### Kystnære søer og damme
| Navn                                | Overfladeareal(km²) | Max dybde (m) | Departement(er)          | Hav           |
| ----------------------------------- | ------------------- | ------------- | ------------------------ | ------------- |
| Étang de Berre                      | 155,3               | 9             | Bouches-du-Rhône         | Middelhavet   |
| Étang de Thau                       | 75                  | 4,5           | Hérault                  | Middelhavet   |
| Étang de Leucate                    | 58,5                | 2,3           | Aude Pyrénées-Orientales | Middelhavet   |
| Lac de Hourtin et de Carcans        | 56,67               |               | Gironde                  | Atlanterhavet |
| Étang de Cazaux et de Sanguinet     | 55                  |               | Gironde Landes           | Atlanterhavet |
| Étang de Biscarrosse et de Parentis | 35,4                |               | Landes                   | Atlanterhavet |
| Étang de Lacanau                    | 19,85               |               | Gironde                  | Atlanterhavet |
| Étang d'Aureilhan                   | 3,40                |               | Landes                   | Atlanterhavet |